# Copaifera majorina
Copaifera majorina är en ärtväxtart som beskrevs av John Duncan Dwyer. Copaifera majorina ingår i släktet Copaifera, och familjen ärtväxter. Inga underarter finns listade i Catalogue of Life.